# Radiodiffusion
Pour les articles homonymes, voir Radio et Radiophonie.
Ne doit pas être confondu avec Télégraphie sans fil.

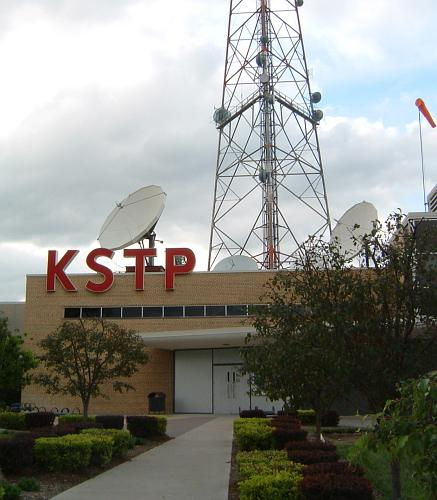
Station de radio à Saint Paul (Minnesota).

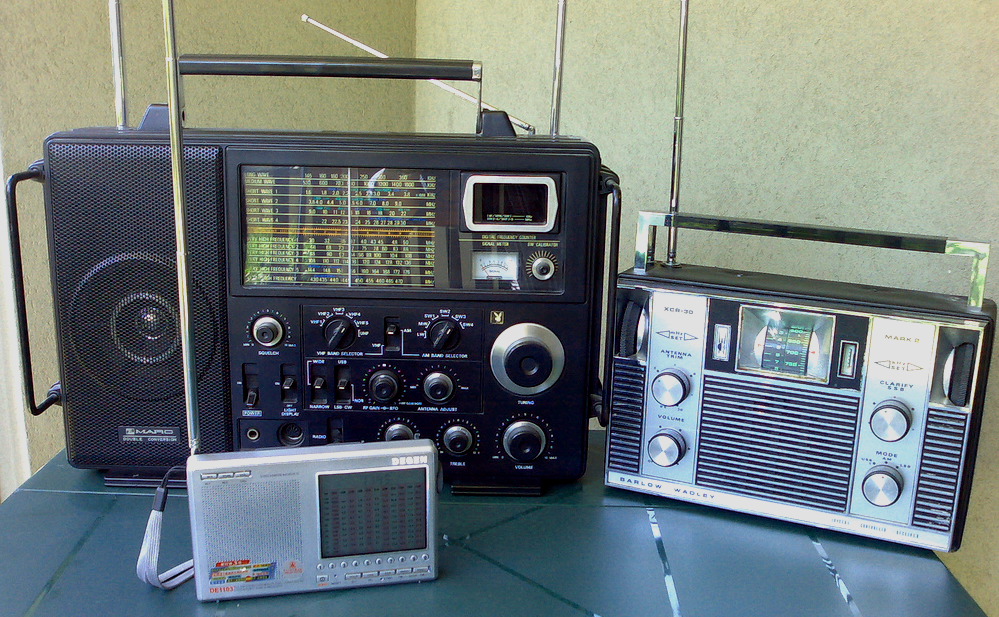
Récepteurs radio.

La radiodiffusion, ou radio dans le langage courant (par apocope), également appelée radiophonie, est l'émission de signaux par l'intermédiaire d'ondes électromagnétiques destinées à être reçues directement par le public en général et s'applique à la fois à la réception individuelle et à la réception communautaire. Ce service peut comprendre des émissions sonores, des émissions de télévision ou d'autres genres d'émission,,,. Il s'agit d'une forme de radiocommunication.
Le terme radio est souvent utilisé pour toute la chaîne de conception et de réalisation d'émissions de radio, la transmission avec les émetteurs radio et la réception au travers des postes de radio. Cette abréviation désigne de façon générale le média utilisant ces techniques.

## Histoire

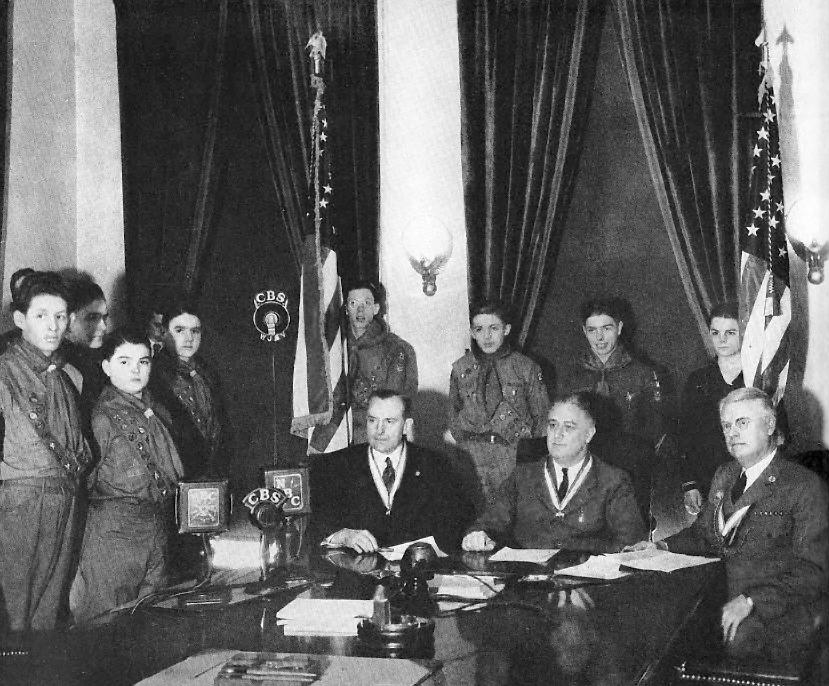
Le président américain Franklin D. Roosevelt émettant un message radiophonique depuis la Maison-Blanche, en 1937.

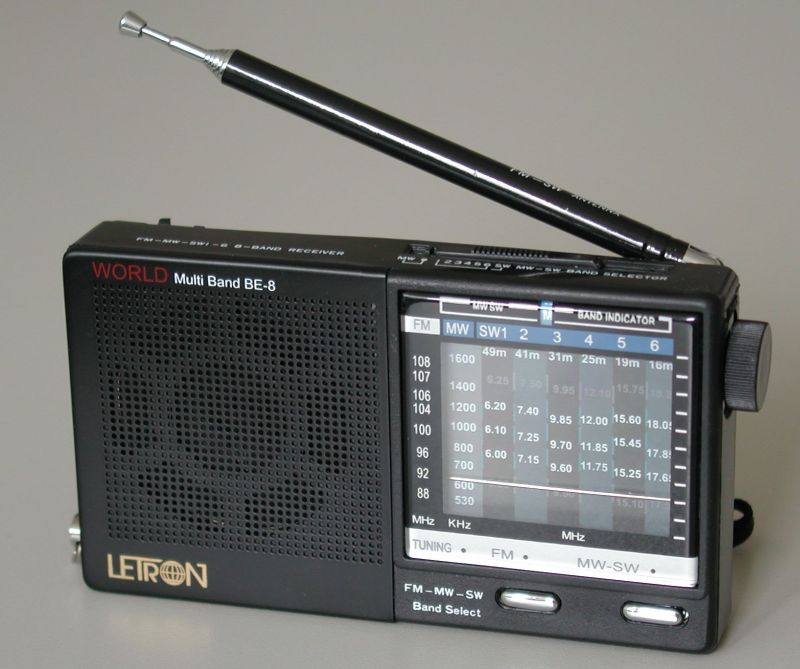
Poste récepteur radio.

Le 23 décembre 1900 est expérimentée la première transmission sans fil (TSF) de la voix humaine dans la station météorologique de Cobb Island (petite île du Potomac), par l'ingénieur canadien Reginald Fessenden.
Le 26 décembre 1906 a lieu le premier essai transatlantique d'émission d'un programme de radio entre Brant Rock (Massachusetts) aux États-Unis et Machrihanish (en) en Écosse, par l'ingénieur Reginald Fessenden : il diffuse un enregistrement phonographique du Largo de Haendel, joue Minuit, chrétiens (O Holy Night) au violon, lit un bref extrait d'un évangile et clôt sa transmission par « Joyeux Noël ».
À Paris, le 5 novembre 1898, Eugène Ducretet fait une démonstration publique de transmission par « télégraphie sans fil » entre la tour Eiffel et le Panthéon. À la suite des travaux de l'Américain Lee De Forest (1906), on passe de la « télégraphie sans fil » à la « téléphonie sans fil ».
Afin d'éviter la destruction de la tour Eiffel, Gustave Eiffel propose en 1903 les services de sa tour métallique à Gustave Ferrié, pionnier de la télégraphie sans fil, qui utilisait jusque-là des ballons qui dépliaient dans les airs des antennes reliées au sol. Gustave Ferrié tend donc cette année-là six fils d’antenne qui partent du sommet de la tour. Afin d’éviter les crépitements d’étincelles de l’émetteur, gênants pour le voisinage, la station de radio est enterrée sous le Champ-de-Mars. Par ces expérimentations, Gustave Ferrié espère convaincre l'armée de la pertinence du développement de la radio.
À cette époque, en effet, l'usage de la radio se limite aux usages militaires et maritimes, et la Marine nationale utilise la TSF dès 1905. On installe de nombreux émetteurs, tant en métropole que dans les colonies et, en 1906, l'Armée de terre place ses propres émetteurs sur la tour Eiffel. Les PTT utilisent également la TSF pour des liaisons de télégraphie. Les événements de la Grande Guerre conduisent, à partir du 28 septembre 1914, à encadrer strictement l'usage de la radio.
La première émission régulière de radiodiffusion date du 28 mars 1914 à partir d'une station installée dans les dépendances de la résidence royale du château de Laeken en Belgique à l'instigation du roi des Belges Albert Ier. La première émission comportait un concert en l'honneur de son épouse, la reine Élisabeth,. Pour ne pas tomber aux mains des Allemands lors de l'invasion de la Belgique, l'antenne fut dynamitée.
En 1919, Montréal est la première ville au monde où une station, XWA qui appartient à la filiale canadienne de la Marconi, diffuse du contenu selon un horaire régulier. Elle devient l’année suivante CFCF,. 
En France, dans les années 1920 à 1930, le public se restreint à une minorité de passionnés et de bricoleurs capables de confectionner eux-mêmes leurs propres postes récepteurs.
L'historien Eric Hobsbawm rapporte qu'aux États-Unis, ce médium, quasiment inconnu au sortir de la Première Guerre mondiale, touchait dix millions de foyers en 1929, plus de vingt-sept millions en 1939 et plus de quarante en 1950, et il ajoute : « la radio transforma la vie des pauvres, et surtout des ménagères, comme rien ne l'avait encore fait. Désormais, les plus solitaires ne devaient plus jamais être tout à fait seuls. Ils avaient à leur disposition toute la gamme de ce qui pouvait se dire, se chanter, se jouer ou s'exprimer autrement par la voie du son ».
En 1938 est inaugurée à Bruxelles la première vraie maison de la radio installée à la place Flagey. Construite par l'architecte Joseph Diongre avec des fonctionnalités spécialement adaptées aux techniques radiophoniques, elle est aussi, à l'époque, la plus grande et la plus moderne maison de la radio au monde. Elle abrite 500 personnes avec cinq orchestres et contient des studios conçus pour accueillir un important public pour lequel ce nouvel édifice est un lieu de spectacles puisque l'on peut y assister à des concerts et des émissions de théâtre radiodiffusé. Et c'est de là que seront expérimentées, dès 1951, des émissions de télévision non encore destinées au public avant les vrais débuts de la télévision belge en 1953.

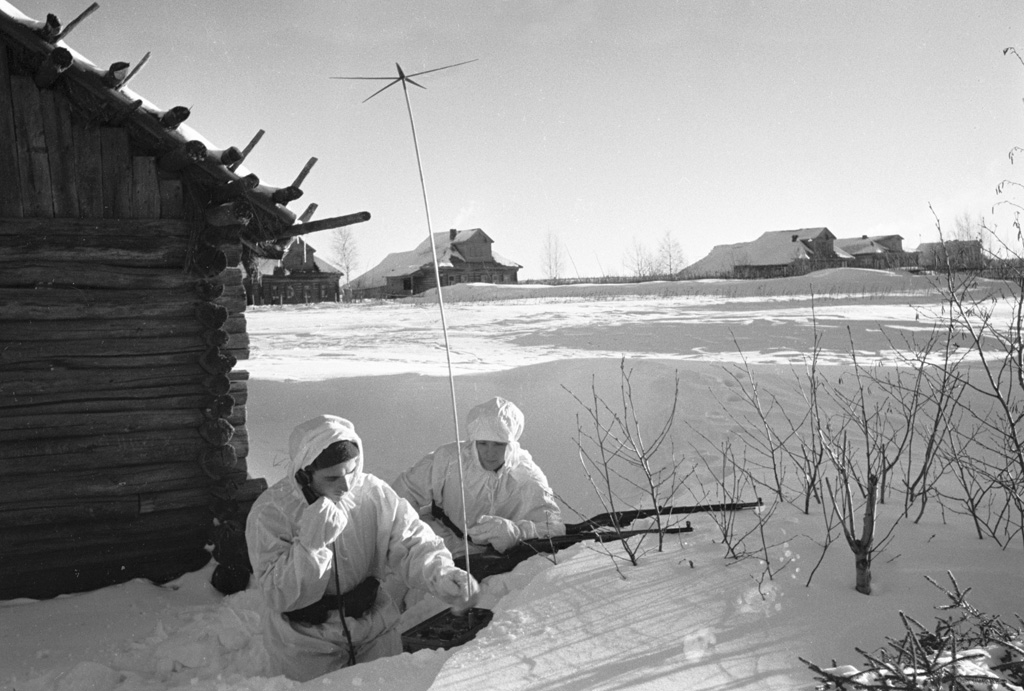
Radio opérateurs russes
Photo Oleg Knorring (1941)

Dès le début de la Seconde Guerre mondiale, des installations dites « secrètes » émettent depuis le champ de courses de la commune bruxelloise de Boitsfort dans le but d'échapper aux bombardements. À l'arrivée de l'armée allemande, les émissions sont interrompues le 14 mai 1940, mais reprennent dans le bâtiment de la radio place Flagey sous l'égide de collaborateurs de l'Allemagne sous le nom de Radio Bruxelles. Mais, dès octobre, les émissions belges libres reprennent à Londres sous l'appellation de Radio Belgique. Les voix des émissions belges — installées à Londres, à la BBC — sont Victor de Laveleye en français et Jan Moedwil en néerlandais. C'est Victor de Laveleye qui lança le signe du V à l'adresse des auditeurs belges qui écoutaient, malgré l'interdiction allemande, les voix belges de Londres. Ce signe du V pour victoire que les Belges pouvaient facilement et discrètement exécuter avec l'index et le majeur de la main, à la barbe de l'occupant, eut un grand succès en Belgique. Il se répandit même en dehors du pays et fut repris et annexé par Winston Churchill qui l'arborait en public au point que l'invention lui en a été attribuée.

## Technique

### Transmission des sons

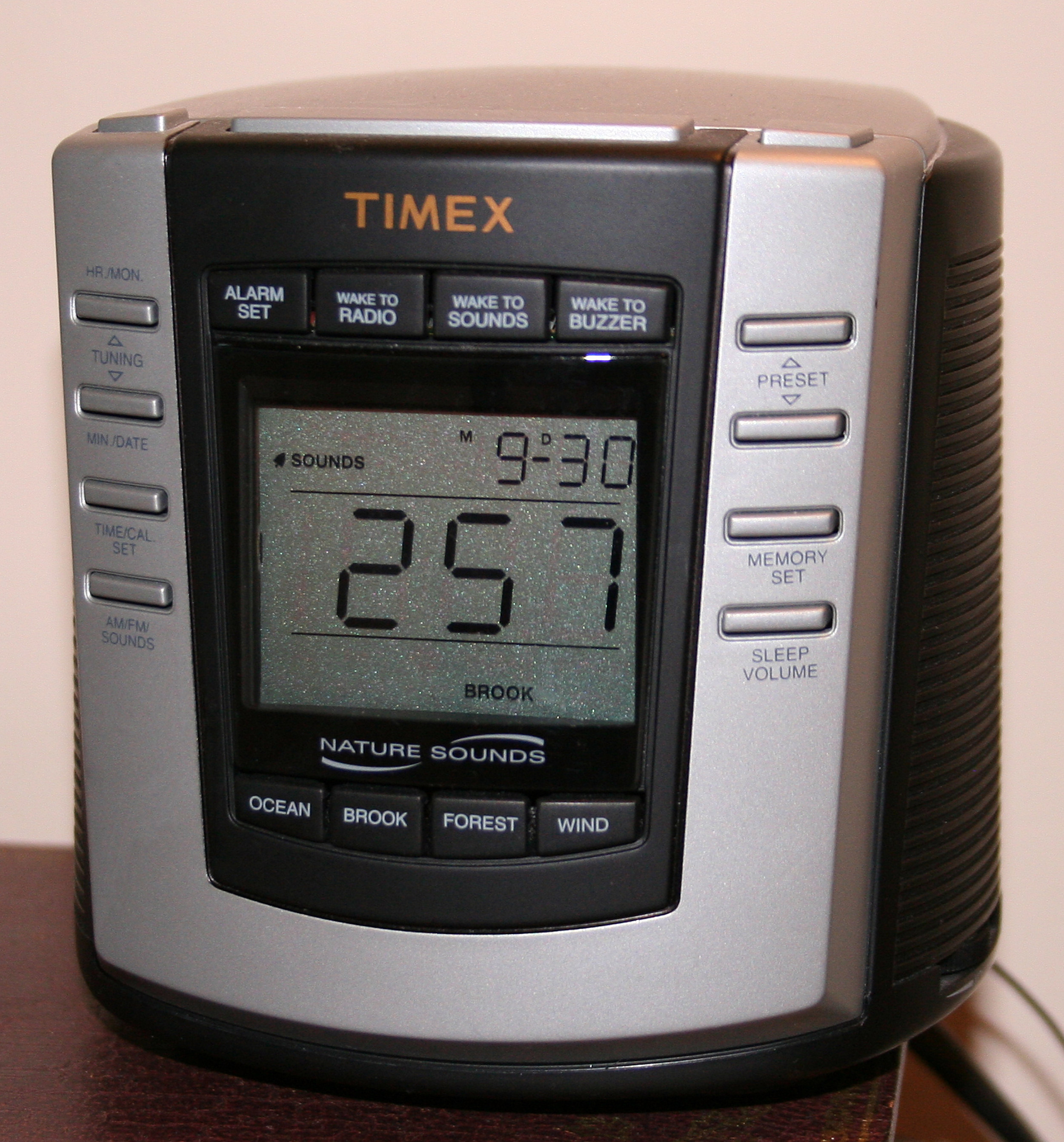
Récepteur radio.

La radiodiffusion définit la transmission des sons : la voix humaine et les signaux audio par les ondes. Dans un émetteur radiophonique, les sons sont transformés en signaux électriques basse fréquence (signaux de modulation), ils sont superposés à une onde à haute fréquence (onde porteuse) et, envoyés dans une antenne qui les transforme en ondes électromagnétiques.

### Modulation des ondes
Différentes techniques de modulation des ondes sont utilisées en radiodiffusion :
- la modulation d'amplitude (AM) ;
- la modulation de fréquence (FM) ;
- la modulation de phase (PM) ;
- l'OFDM utilisé pour le DAB+ (radiodiffusion numérique) depuis le 20 juin 2014 à Paris, Marseille et Nice ; et plus récemment, depuis juin 2018 dans les grandes villes des Hauts-de-France (Lille, Calais, Dunkerque, Valenciennes, etc.), depuis décembre 2018 à Lyon et Strasbourg, depuis juillet 2019 à Nantes, Saint-Nazaire et la Roche-sur-Yon, et enfin depuis octobre 2019 à Rouen et au Havre[15],[16].

#### Modulation d'amplitude
La modulation d'amplitude fut la plus couramment utilisée dès les débuts des transmissions radio. En effet, elle est écoutable avec des moyens réduits (poste à galène). Elle est obtenue, comme son nom l'indique, en modulant l'amplitude, donc la puissance, du signal porteur avec le signal audio.
On fait varier l’amplitude de l’onde porteuse selon la tension de modulation recueillie par le microphone, puis on l'amplifie.

#### Modulation de fréquence
La modulation de fréquence est une technique utilisée de façon commerciale depuis le milieu du XXe siècle. Elle consiste à faire varier la fréquence d'une onde porteuse de part et d'autre d'une fréquence centrale de base. Un récepteur utilisant ce type de modulation est peu sensible aux parasites, qui eux sont modulés en amplitude, et permet plus facilement la réception de sons à haute fidélité et par conséquent les émissions stéréophoniques.
L’amplitude de l’onde porteuse est constante mais cette fois-ci c’est sa fréquence qui varie. 
Les émetteurs FM modifient le signal en amplifiant les aiguës de façon à améliorer le rapport signal/bruit. Cette préaccentuation est de 6 dB par octave au-dessus 3,18 kHz pour l'Europe et le Japon, et 3 dB par octave à partir de 2,12 kHz pour l'Amérique du Nord. Cela équivaut à une durée de « désaccentuation » de 50 µs à 75 µs. Les récepteurs (syntoniseur) de bonne qualité ont la possibilité de s'y adapter, soit facilement par le biais d'un interrupteur, soit par le remplacement de quelques composants dans l'appareil.

### Longueur d'onde ou fréquence
La longueur d'onde et la fréquence sont liées pour les ondes radio (hertziennes) par la formule : longueur d'onde (m) = vitesse de la lumière (m/s) / fréquence (Hz).

#### Gamme des ondes longues
La radiodiffusion en basse fréquence utilise la gamme dite des GO ou « ondes longues », de 150 à 280 kHz. Cette gamme, est la plus ancienne (plus de 95 ans[Quand ?]) et est historiquement la première utilisée en radiodiffusion en Europe. Elle comporte toujours des émetteurs dont voici une liste qui se veut la plus complète possible :
En Europe

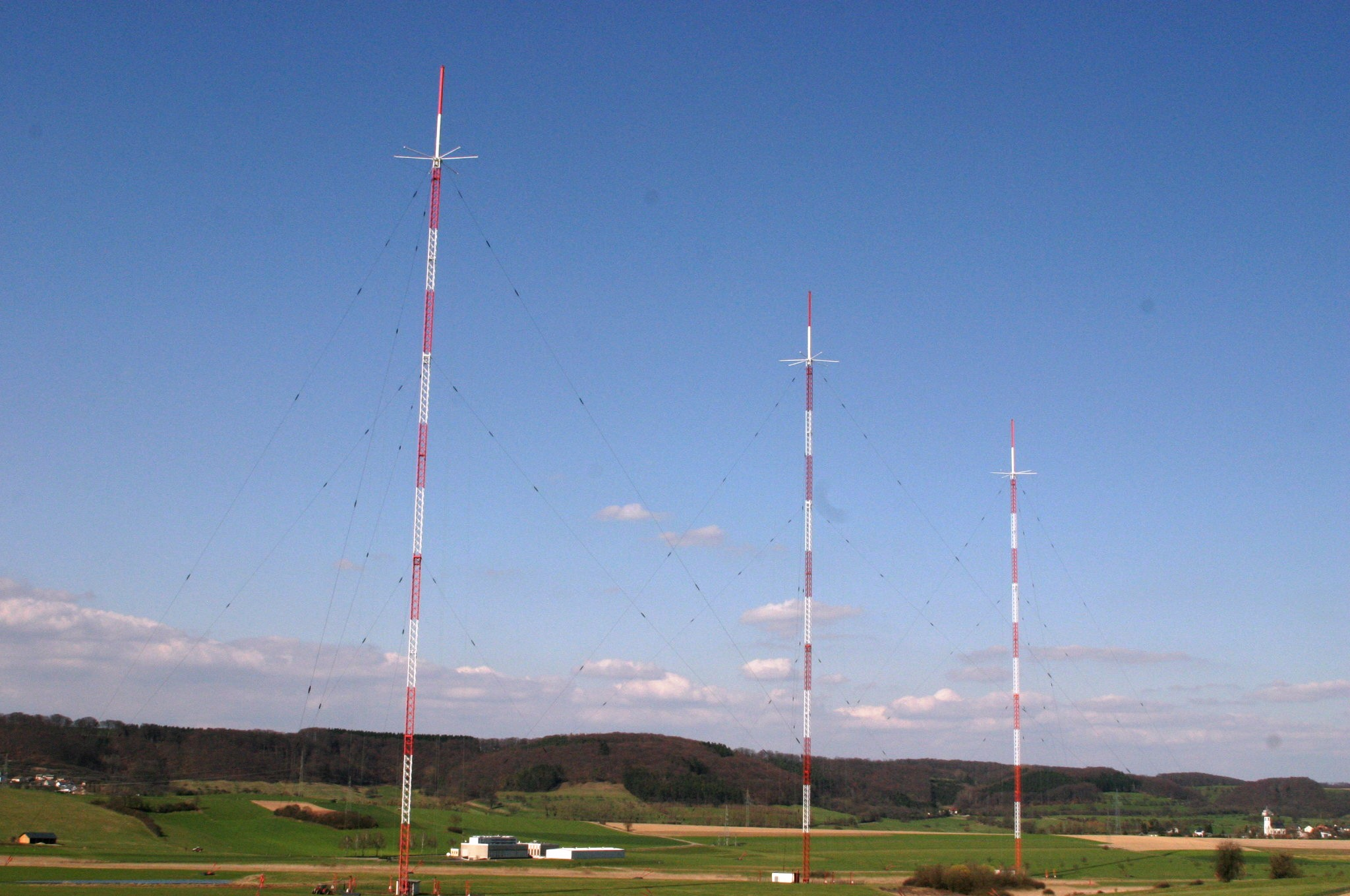
L'émetteur de RTL.

- Radio Roumanie Internationale (1 000 kW) sur 153 kHz depuis Brasov, en Roumanie ;
- Rás 1 et Rás 2 (100 kW) sur 189 kHz depuis l' Islande ;
- BBC sur 198 kHz depuis les émetteurs de Droitwich (500 kW) Westerglen et Burgead (50 kW) au Royaume-Uni ;
- Polskie Radio sur 225 kHz (1 000 kW) depuis la Pologne ;
- DR P1 sur 243 kHz (300 kW) depuis Kalundborg, arrêt en 2007, puis nouvelle exploitation de la fréquence depuis fin juin 2011 avec un émetteur de 50 kW.

Ont cessé de diffuser sur cette gamme d'onde : 

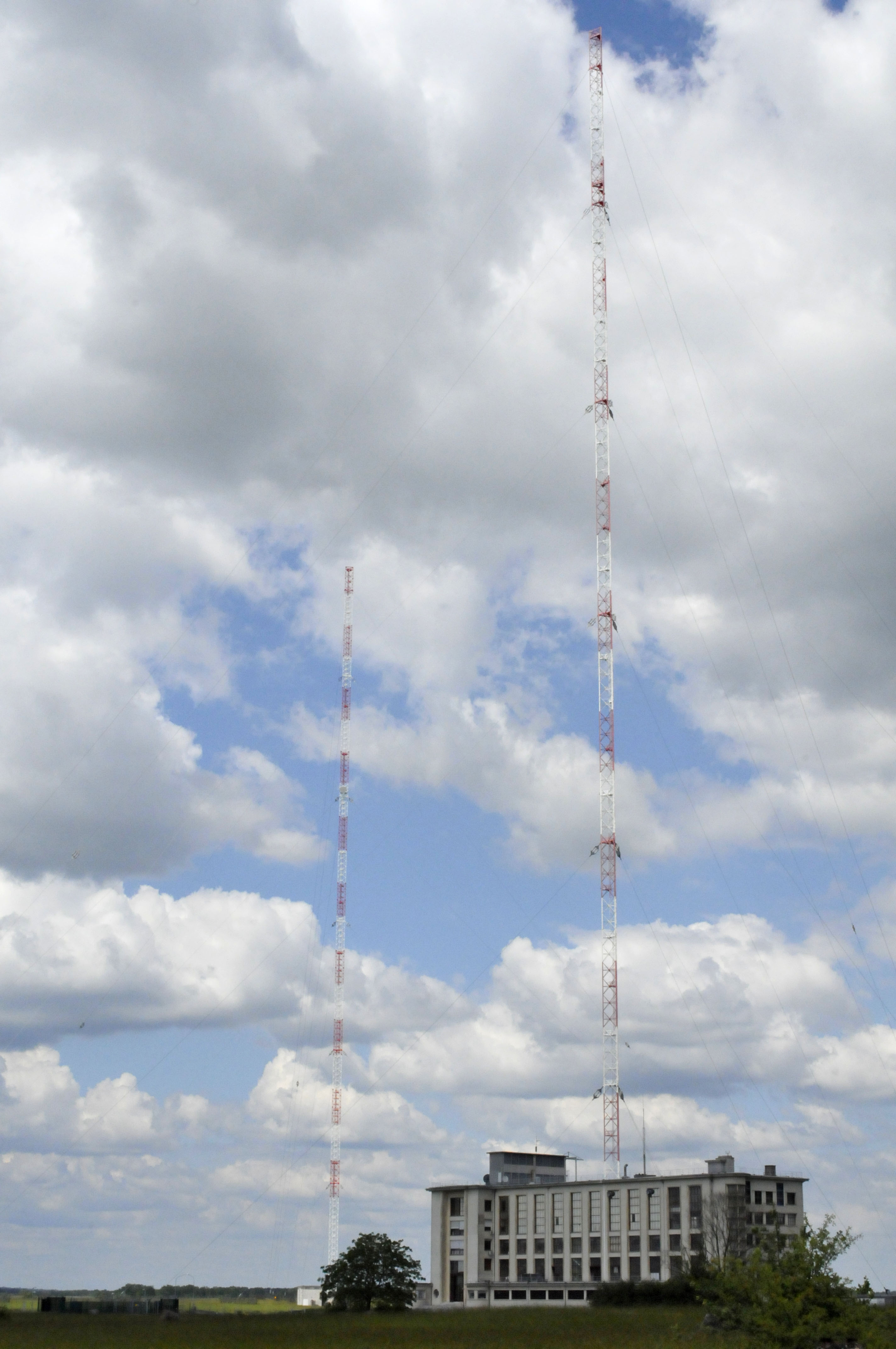
L'émetteur étalon d'Allouis.

- DLF sur 153 kHz à Donebach et 207 kHz (500 kW chacun) à Aholming, en Allemagne, arrêt le 31/12/2014 ;
- France Inter sur 162 kHz (2 000 kW) depuis Allouis, en France, arrêté le 1er janvier 2017 continue de diffuser l'horloge étalon ;
- DLF Kultur sur 177 kHz  (500 kW) à Zelhendorf en Allemagne, arrêt 31/12/2014, de 2h à 5h en DRM ;
- Europe 1 sur 183 kHz (1 500 kW) depuis Felsberg, en Allemagne, arrêt le 31/12/2019 ;
- Radio Ukraine International (130 kW) sur la fréquence 207 kHz.
- Rás 1 et Rás 2 (300 kW) sur 207 kHz depuis l' Islande ;

Les trois pays nordiques, c'est-à-dire :
- la Norvège depuis Oslo sur 216 kHz (200 kW), arrêt en 1995, et NRK P1 sur 153 kHz (100 kW) depuis Ingoy, arrêt en décembre 2019 ;
- la Finlande, depuis Lahti, sur 252 kHz (200 kW), arrêt en 1993 ;
- la Suède depuis Motala, sur 189 kHz (200 kW), arrêt en 1995.

- l'émetteur de la Rai, à Caltanissetta en Italie, sur 189 kHz (10 kW) a été arrêté en 2004 ;
- Radio Parlament (pl) sur 198 kHz (1 000 kW) depuis la Pologne ; arrêt  le 31/07/2009 ;
- RMC sur 216 kHz (1 500 kW) depuis Roumoules en France ; arrêt le 28/03/2020 ;
- RTL (1 500 kW) sur 234 kHz depuis Beidweiler, au Luxembourg ;
- L'émetteur de Burg en RDA, qui transmettait Radio Wolga sur 261 kHz (200 kW) a été également arrêté ;
- RTÉ sur 252 kHz (500 kW) depuis Clarkestown, en Irlande ;
- BNR Horizont (60 kW) sur 261 kHz depuis Vakarel, en Bulgarie ;
- Radio Belarus (500 kW) sur 279 kHz depuis Sasnovy, en Biélorussie.
- Radio Prague sur 270 kHz (650 kW) à Topolna, en République tchèque ;

Deux projets de radios musicales à destination du public anglais ont failli naître :
- DELTA 171 aux Pays-Bas, sur 171 kHz (2 000 kW)[18] ;
- MUSICMAN 279 sur l'Île de Man, (entre Irlande et Angleterre) sur 279 kHz (500 kW).

En Afrique du Nord
- Medi 1 radio sur 171 kHz (2 000 kW) depuis Nador, au Maroc ;
- Radio nationale marocaine sur 207 kHz, (400 kW) depuis Azilal, au Maroc ;
- Alger Chaîne 1 sur 153 kHz (2 000 kW) et 198 kHz (2 000 kW) depuis Béchar et Ouargla, en Algérie ;
- Alger Chaine 3 sur 252 kHz (1 500 kW) depuis Tipaza, en Algérie.

En Asie
La Russie est couverte par vingt-cinq émetteurs qui ont été arrêtés en 2014. 
Tableau des émetteurs ci-dessous :
- 1 sur la fréquence 153 kHz (1 200 kW) ;
- 2 sur la fréquence 162 kHz (150 kW) ;
- 3 sur la fréquence 171 kHz (600 , 500 et 150 kW) ;
- 2 sur la fréquence 180 kHz (150 kW) ;
- 2 sur la fréquence 189 kHz (1 200 kW) ;
- 3 sur la fréquence 198 kHz (150 kW) ;
- 1 sur la fréquence 207 kHz (150 kW) ;
- 2 sur la fréquence 216 kHz (30 et 150 kW) ;
- 2 sur la fréquence 234 kHz (1000 et 250 kW) ;
- 1 sur la fréquence 243 kHz (500 kW) ;
- 2 sur la fréquence 261 kHz (600 et 2 500 kW) ;
- 1 sur la fréquence 270 kHz (50 kW) ;
- 3 sur la fréquence 279 kHz (1000, 150 et 50 kW) ;

- L'Arménie (500 kW) emploie la fréquence 234 kHz
- L'Azerbaïdjan (500 kW) utilise la fréquence 216 kHz,
- L'Ouzbékistan (150 kW) diffuse sur la fréquence 164 kHz,
- Le Turkménistan (150 kW) emploie la fréquence 279 kHz,
- Le Tadjikistan (150 kW) émet sur le 252 kHz.
- En Mongolie, trois émetteurs diffusent sur 209 kHz (30 kW) pour l'un et 75 kW pour les deux autres, un sur 164 kHz (500 kW) et un autre sur 227 kHz (75 kW).
- Trois fréquences, le 162 (1 000 kW), 180 (1 200 kW), et 225 kHz, (600 kW) sont utilisées en Turquie.

Un certain nombre de ces stations dispose d'antennes directionnelles, formées en général par trois pylônes (un directeur à l'avant, un émetteur au centre et un réflecteur à l'arrière) ce qui leur permet, au lieu de rayonner dans toutes les directions, de ne « tirer » que dans la direction choisie. Elles concentrent ainsi toute l’énergie dans la direction souhaitée.
À titre d'exemples : 
- l'émetteur d'Europe 1 « tire » grosso modo vers Bordeaux avec quatre pylônes (un directeur à l'avant, un émetteur au centre et deux réflecteurs à l'arrière), limitant ainsi les risques de brouillage avec la fréquence DLF 177 kHz à Zelhendorf, non loin de Berlin ;

- celui de RMC vers Brest, pour ne pas brouiller à l'époque de sa construction en 1974, la NRK Norvégienne sur la même fréquence, muette depuis 1995 ;

- celui de RTL approximativement vers Paris ;

- France Inter ne dispose que de 2 pylônes orientés nord-sud. Dans une configuration d'émission « normale », le pylône nord rayonne et le pylône sud sert de réflecteur et modifie le rayonnement elliptique favorisant les zones nord et sud par rapport à l'est et à l'ouest. Le pylône sud peut aussi être configuré en rayonnant, en cas de maintenance par exemple sur le pylône nord ;

- Alger Chaîne 1 sur 153 kHz (2 000 kW) et 198 kHz (2 000 kW) depuis Béchar et Ouargla, en Algérie comportent des axes de tirs orientés naturellement vers le sud pour l'émetteur de Ouargla, et sud-ouest de l'Algérie et Maroc pour celui de Béchar, limitant un possible brouillage avec les émetteurs anglais et allemand qui diffusent sur la même fréquence ;

- Medi 1 radio sur 171 kHz, (2 000 kW) depuis Nador, au nord-est du Maroc « tire » selon un axe nord-sud.

Les « axes de tir » et la puissance ne sont pas le fruit de la volonté d'une station de radio, mais de l'obligation faite par l'Union Internationale des Télécommunications, sise à Genève.
Sur cette gamme d'onde, la couverture est plus importante la nuit et les diffuseurs diminuent les puissances d'émission dans le but d'éviter les brouillages entre programmes émis sur la même fréquence, et réalisent aussi une dépense moindre en énergie pour une couverture beaucoup plus étendue que celle de jour.
Aux États-Unis et au Canada, la bande de fréquence des GO, telle que nous la connaissons en Europe (150 à 280 kHz), est principalement destinée aux radiophares.

#### Gamme des ondes moyennes

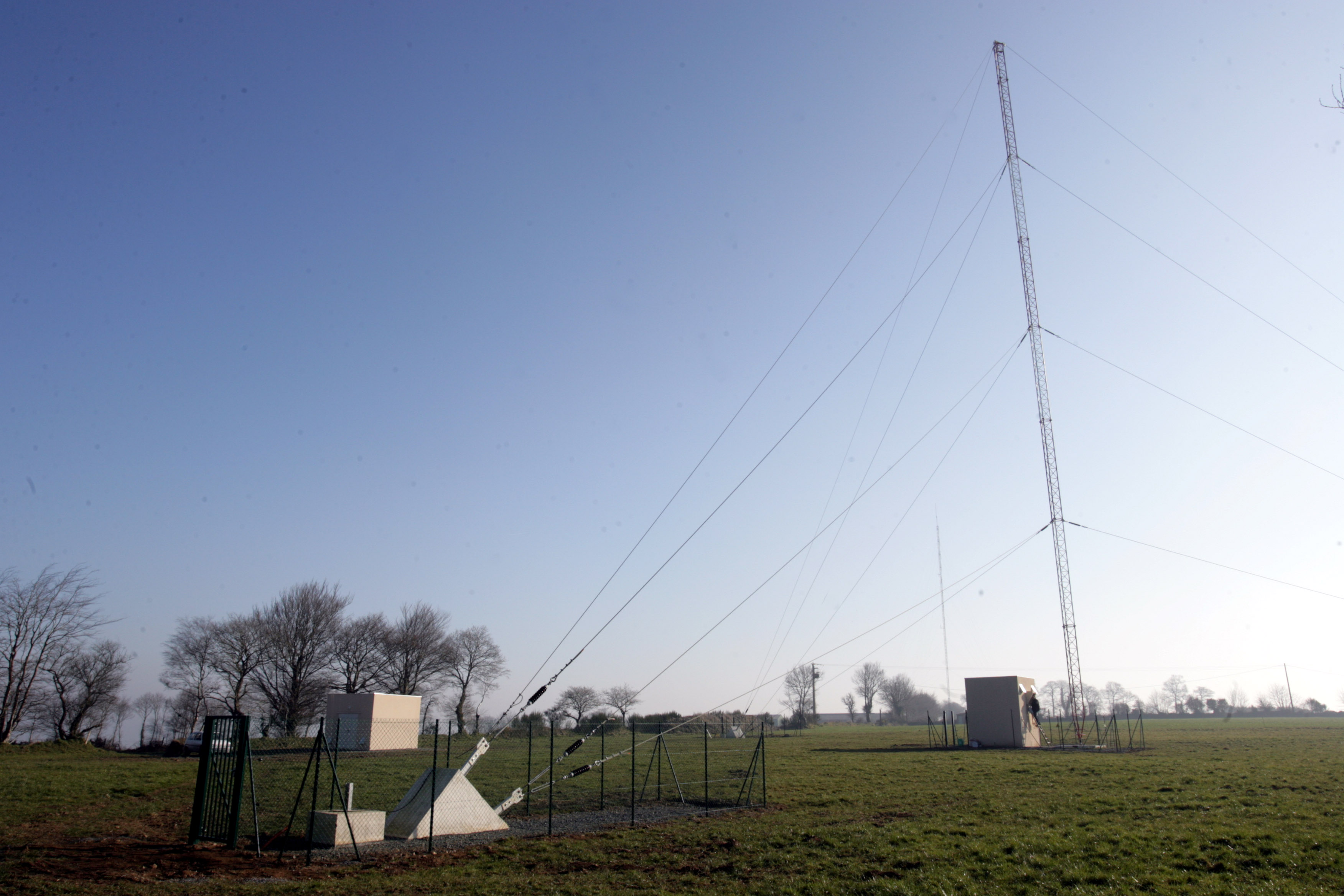
L'émetteur de Bretagne 5.

La radiodiffusion en moyenne fréquence utilise la bande dite des « petites ondes » (PO), ou « ondes moyennes » ou encore « ondes hectométriques » de 550 kHz à 1 650 kHz, en modulation d'amplitude et quelques stations en modulation d'amplitude en stéréo, avec un espacement de 9 ou 10 kHz entre canaux selon les réglementations de chaque continent. Les stations peuvent être entendues de quelques dizaines à plusieurs milliers de kilomètres selon leur puissance qui va de 1 watt à 2 000 kW (Hongrie, Émirats arabes unis) et la propagation. La couverture est plus importante la nuit.
Avec dans les pays tropicaux la bande des 120 mètres de 2 300 kHz à 2 495 kHz (à cause des bruit radioélectrique en dessous de 2 000 kHz dans la zone intertropicale).
En France, il n'y a plus que Bretagne 5 (1 593 kHz) et TWR (en) (1 467 kHz) sur cette gamme de fréquence, auparavant il y avait Radio France, Sud Radio, RMC et des radios locales.

#### Gammes des ondes courtes
La radiodiffusion en ondes courtes permet la diffusion de programmes internationaux, comme RFI en France. La particularité des ondes courtes est leur faculté à être réfléchies par les couches ionisées de la haute atmosphère, ce qui leur permet de franchir de très grandes distances, d'un continent à l'autre. Cependant, la faible largeur de bande utilisable, répartie internationalement ne permet pas une communication de qualité, et son application se limite à la transmission de la parole sans qualité musicale. De plus, ce signal souvent reçu très faiblement à de grandes distances est facilement brouillé par les perturbations environnementales ou l'activité radioélectrique naturelle dans l'atmosphère.
Bandes de Radiodiffusion Haute fréquence
- Bande des 90 mètres : 3 200 kHz-3 400 kHz, radiodiffusion tropicale dans la zone intertropicale
- Bande des 75 mètres : 3 900 kHz-4 000 kHz, radiodiffusion régionale et nationale
- Bande des 60 mètres : 4 750 kHz-4 995 kHz, radiodiffusion tropicale dans la zone intertropicale
- Bande des 60 mètres : 5 005 kHz-5 060 kHz, radiodiffusion tropicale dans la zone intertropicale
- Bande des 49 mètres : 5 900 kHz-6 200 kHz, radiodiffusion internationale
- Bande des 41 mètres : 7 200 kHz-7 450 kHz, radiodiffusion internationale
- Bande des 31 mètres : 9 400 kHz-9 900 kHz, radiodiffusion internationale
- Bande des 25 mètres : 11 600 kHz-12 100 kHz, radiodiffusion internationale
- Bande des 22 mètres : 13 570 kHz-13 870 kHz, radiodiffusion internationale
- Bande des 19 mètres : 15 100 kHz-15 800 kHz, radiodiffusion internationale
- Bande des 16 mètres : 17 480 kHz-17 900 kHz, radiodiffusion internationale
- Bande des 15 mètres : 18 900 kHz-19 020 kHz, radiodiffusion internationale
- Bande des 13 mètres : 21 450 kHz-21 850 kHz, radiodiffusion internationale
- Bande des 11 mètres : 25 600 kHz-26 100 kHz, radiodiffusion internationale (3 ans tous les 11 ans).

#### Gamme des ondes ultra-courtes («bande FM»)

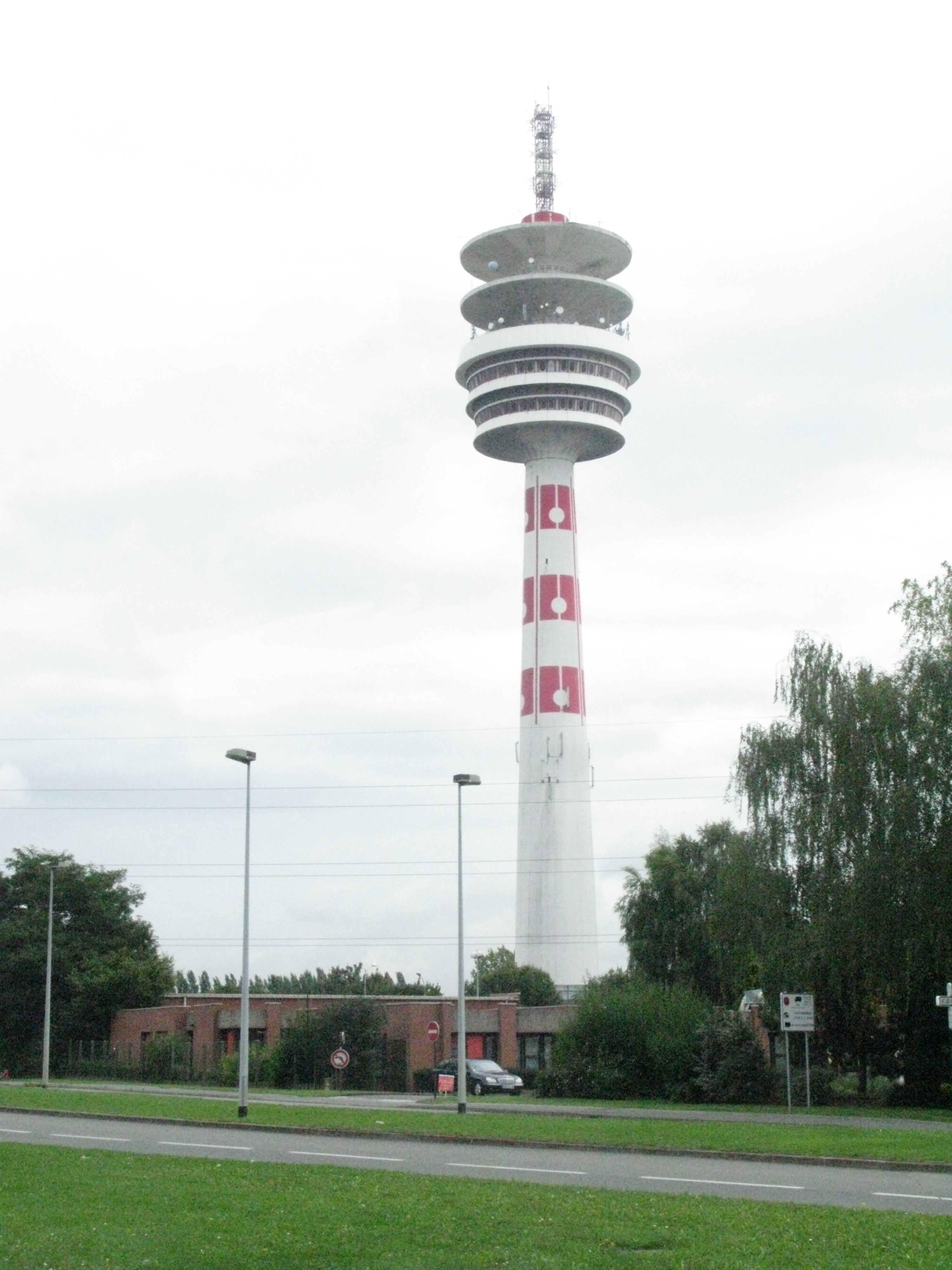
Tour hertzienne à Villeneuve-d'Ascq.

Les émissions radio dans la gamme des VHF étant réalisées en modulation de fréquence, on parle presque toujours de « bande FM ».
En Europe, cette bande de fréquences s'étend de 87,5 MHz à 107,9 MHz.

### Évolutions techniques
Depuis les années 1990, différentes techniques de radiodiffusion numérique ont fait leur apparition. Exemples :
- Digital Radio Mondiale (DRM), système pour la radiodiffusion numérique en ondes courtes, moyennes et longues ;
- Digital Audio Broadcasting (DAB), système de radiodiffusion numérique pour les ondes ultra-courtes (VHF et UHF).

La technologie DRM améliore radicalement la portée et la qualité d'écoute des stations internationales, tout en garantissant une occupation des fréquences radio similaire à celle des stations AM. Par contre, pour l'auditeur non équipé d'une radio DRM, l'écoute n'est pas possible.
La technologie DAB nécessite l'utilisation de bandes de fréquences nouvelles (bande III et bande L), elle utilise une technique de multiplexage permettant de diffuser plusieurs programmes ainsi que des données à partir d'un seul émetteur.
La France envisageait le déploiement de la radio numérique en utilisant la norme T-DMB (sur les mêmes bandes de fréquence que le DAB) mais ce choix a été contesté et les expérimentations ont tardé à se transformer en exploitation. Finalement, la norme DAB+ (évolution du DAB utilisée dans de nombreux pays) est autorisée par le Conseil Supérieur de l'Audiovisuel (CSA) en 2014 à Paris, Nice et Marseille et fait l'objet d'un déploiement intensifié en France (bien au-delà des 3 villes françaises précitées) depuis 2018. En effet, d'ici fin 2021, le DAB+ sera diffusé dans tous les bassins de vie français de plus de 175 000 habitants. Et entre 2021 et 2024, le CSA planifie de déployer encore le DAB+, dans 50 nouveaux bassins de vie français.
Certains prévoient l'utilisation de la diffusion en IP (sur les réseaux de type Internet mobile 3G et 4G) pour la radio, cette dernière implique un changement complet de philosophie de diffusion et des relations entre les diffuseurs et les fournisseurs de programme, et pose des problèmes d'utilisation de la bande passante. Il est probable que ce moyen de diffusion soit utilisé en parallèle et/ou en appoint de la diffusion numérique terrestre, à l'aide, par exemple, d'une technologie comme la RadioDNS.

### Matériels

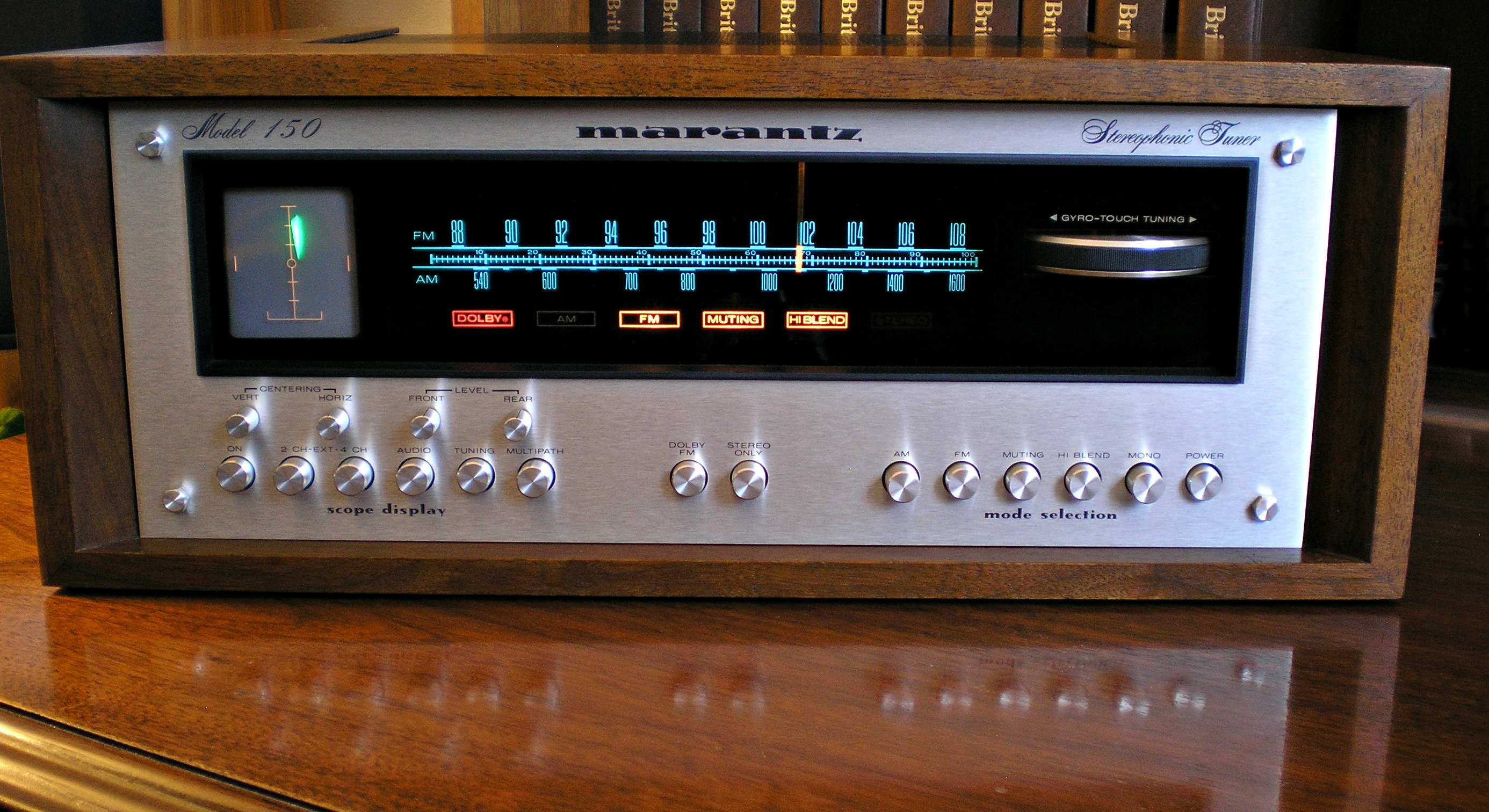
Un syntoniseur Haute-Fidélité vers 1976

La radiodiffusion a la particularité (comme d'autres médias) de permettre une communication asymétrique. C'est-à-dire que les moyens nécessaires à l'émission et la réception ne sont pas les mêmes. En effet, l'émission depuis le studio revêt un degré de technicité supérieur à celui de l'auditeur qui reçoit un programme sur un appareil simple, dont les réglages sont sommaires (fréquence, volume, tonalité).
- Une station de radio est une installation qui émet des ondes électromagnétiques à l'aide d'un émetteur radio et d'une antenne.
- Un poste de radio ou récepteur radio est un appareil permettant de recevoir les ondes radio, en extraire la modulation et restituer les sons sur un haut-parleur.
- Un syntoniseur (ou tuner) est un récepteur, sans amplificateur du signal BF pour haut-parleurs, il assure l'accord et la sélection du signal reçu par l'antenne ou transmis par un câble, sur une plage de fréquences donnée, démodule le signal audio. Il faut impérativement raccorder ses sorties, à un amplificateur muni de haut-parleurs.

## Brouillage radio
En tant que moyen de communication à grande distance, transmetteur de la voix et, donc, l'opinion des émetteurs, la radiodiffusion a connu une histoire de brouillage.